# Leichhof

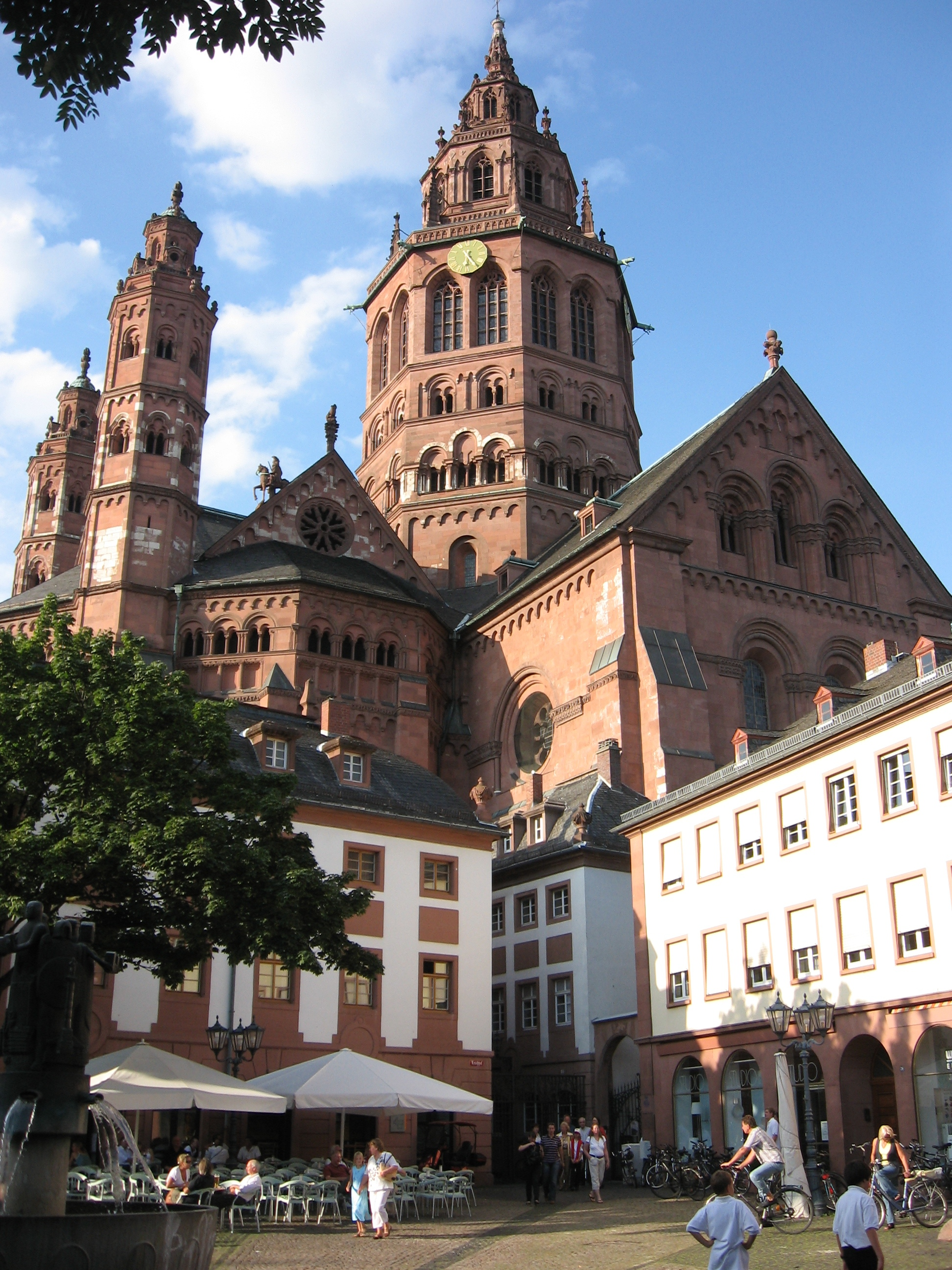
Der Leichhof mit dem Südeingang des Doms

Der Leichhof in Mainz ist einer der Plätze vor dem Mainzer Dom, er liegt südlich des Doms. Der Name Leichhof leitet sich von dem einstigen Domfriedhof ab. Im 12. Jahrhundert, als die einzelnen Pfarrkirchen eigene Friedhöfe einrichteten, wurde der Domfriedhof aufgegeben und für die Bebauung freigegeben. Dies ist in einigen Urkunden aus dem 13. und 14. Jahrhundert belegt.
Der Platz war Teil der Domimmunität. Noch heute grenzen Domstiftshäuser den Leichhof zum Dom mit seinem Kreuzgang ab. Die Häuser Leichhof 26–36 (gerade Nummern) und Schöfferstraße 2/4 sind Domstiftshäuser in frühklassizistischer dreigeschossiger Winkelbauweise. Sie schirmen den Trikonchos der Westgruppe zum Platz hin ab. Franz Ignaz Michael Neumann entwarf diese Gebäude mit Ladenarkatur und steingewölbten Dächern, um den Brandschutz des bereits 1769–1774 neugestalteten Westchors (Vierungsturm und Flankentürme) nebst den Dächern am Westchor zu verbessern. Diese Gruppe wurde in den Jahren 1778–1779 errichtet. Im Zuge dieser Umbaumaßnahmen grub man 1777 auf dem Gelände Fundamente aus. Sie gehörten zu einem überdachten Verbindungsbau, der die Kirche St. Johannis mit dem alten Willigis-Dom (975–1009) verbunden hatte und der später abgebrannt war, dem ›Paradies‹. Die Häuser werden daher auch gelegentlich als »Paradieshäuser« benannt.
An den Südarm des Westquerhauses des Doms schließt sich, nur durch ein kleines Hoftor unterbrochen, mit Leichhof 20/22/24 ein langgestreckter dreigeschossiger Walmdachbau mit rustizierter Rundbogen-Ladenarkatur und Dreiecksgiebel an. Die Häuser wurden nach ihrer Zerstörung durch die britische Royal Air Force 1945 nach den Plänen des bischöflichen Baumeisters Horst Schneider und des Architekten Ph. Böswetter 1953 erbaut. Sie sind platzbildprägend. Alle Domstiftshäuser zählen zu den Kulturdenkmälern in der Mainzer Altstadt.
Am südlichen Ende des Platzes Leichhofstraße 11 Ecke Leichhof 13 befindet sich das Haus Zum Frauenstein, auch Zur Bechtelmünz genannt. Es handelt sich um ein dreigeschossiges barockes Eckwohn- und Geschäftshaus, einen Walmdachbau mit Eckerker und Brüstungsreliefs, um 1730 errichtet.
Zur Tausendjahrfeier der Mainzer Dombaugeschichte im Jahr 1975 wurde der Leichhof im Rahmen der Umgestaltung der Domplätze nach Plänen der Mainzer Architekten E. Baier, Wolfram Becker und W. Marx zu einer Fußgängerzone umgewidmet und mit dem heutigen Kopfsteinpflaster versehen. Die Umgestaltung fügt sich in den Kontext der Aktivitäten zum Europäischen Denkmalschutzjahr 1975 und der nahezu zeitgleich beginnenden Mainzer Altstadtsanierung ein. Fast in der Mitte des Platzes steht seit 1980 ein Brunnen mit hohem Becken, der fünf Figuren aus der Mainzer Geschichte darstellt. Sein Schöpfer ist Heinz Müller-Olm.
An der nordöstlichen Platzecke zwischen den Domstiftshäusern befindet sich am südlichen Joch des Westquerhauses eines der vier Domportale, das „Leichhofportal“.